# Pipamperonă
Pipamperona este un antipsihotic tipic derivat de butirofenonă, fiind utilizat în tratamentul schizofreniei. Calea de administrare disponibilă este cea orală.
Molecula a fost dezvoltată de Janssen Pharmaceutica în anul 1961 și a intrat în studii clinice în Statele Unite în anul 1963.